# Pararaha Stream Waterfalls
Die Pararaha Stream Waterfalls sind ein Wasserfall im Gebiet der Ortschaft Karekare in der Region Auckland auf der Nordinsel Neuseelands. Er liegt im Lauf des Pararaha Stream. Seine Fallhöhe beträgt rund 10 Meter.
Vom Ortszentrum von Karekare führt die Lone Kauri Road nach 5,8 km auf einen Wanderparkplatz. Von hier aus führt, beginnend mit dem Odlin Timber Track, eine rund vierstündige Wanderung zum Wasserfall. Seit Anfang Mai 2018 sind die Wanderwege in den Waitākere Ranges, und damit auch der Zugang zum Wasserfall, zur Vermeidung der Ausbreitung einer durch Eipilze der Gattung Phytophthora hervorgerufenen Mykose gesperrt, die eine Wurzelfäule beim Neuseeländischen Kauri-Baum verursacht.